# Сиромятніков Володимир Георгійович
Володи́мир Гео́ргійович Сиромя́тніков (26 березня 1938, Київ) — хімік-органік, доктор хімічних наук, професор.

## Біографічні відомості
Народився в Києві. Він є випускником Київського національного університету імені Тараса Шевченка, який закінчив в 1961 році за спеціальністю «органічна хімія», аспірантуру при ньому в 1964 році за спеціальністю «хімія високомолекулярних сполук».
Кандидатську дисертацію захистив в Дніпропетровському хіміко-технологічному інституті, де його опонентом була відомий професор Н. К. Мощинська. Весь трудовий шлях Володимира Георгійовича пов'язаний з Київським університетом.
З 1964 року В. Г. Сиромятніков працює на кафедрі хімії мономерів і полімерів, яку заснував в 1963 році і очолював його науковий керівник професор В. Я. Починок — спочатку асистентом, а з 1974 року — доцентом.
Докторську дисертацію захистив 1990 в Київському університеті на тему «Азотвмісні легуючі мономери в розробці полімерних інформаційних середовищ».
З 1987 році Володимир Георгійович очолював кафедру хімії мономерів і полімерів, яка після об'єднання в 1993 році з кафедрою фізичної хімії полімерів і колоїдів почала називатись «кафедра хімії високомолекулярних сполук». З моменту утворення цієї кафедри і до липня 2003 року він був її незмінним завідувачем. Зараз працює професором кафедри.
Особисто під керівництвом проф. В. Г. Сиромятнікова підготовлено 3 докторських та близько 10 кандидатських дисертацій. Науковий доробок проф. В. Г. Сиромятнікова складає більш ніж 500 наукових публікацій. Це 3 підручники, статті в наукових журналах і збірниках, матеріалах конференцій, більше 40 патентів та авторських свідоцтв. Він входить до складу редакційних колегій п'яти українських наукових журналів. Є членом експертної ради ВАКу та спеціалізованої вченої ради при Київському національному університеті. Бере участь у роботі експертних рад та комісій Міносвіти України.

## Наукові інтереси
Ще з аспірантських років цікавиться синтезом поліелектролітів, зокрема поліамфолітів, синтетичних аналогів білків, вивчає реакції утворення інтерполімерних комплексів. Пізніші його роботи пов'язані з створенням сучасних матеріалів для запису інформації. За цикл наукових праць «Наукові основи створення фоточутливих олігомерних матеріалів і методів реєстрації оптичної інформації та їх використання у наукоємних технологіях» йому разом із співавторами була присуджена Державна премія України в галузі науки і техніки 1996 року. Сучасні його роботи пов'язані перш за все з вивченням процесів внутрішньомолекулярного перенесення енергії в полімерах. Він бере діяльну участь в розробці новітніх матеріалів — полімерних твердих електролітів для хімічних джерел струму, фотонапівпровідників для електролюмінесцентних пристроїв, сонячних елементів, голографії, світлочутливих полімерів і композицій для фоторезистних технологій, біологічно активних полімерів, флокулянтів для очищення питної води тощо.

## Громадська діяльність
Веде активну громадську роботу в Українському хімічному товаристві та в Академії наук вищої школи, раніше як віце-президент, нині як академік-секретар відділення хімії і хімічної технології.